# Comuna de Orneta

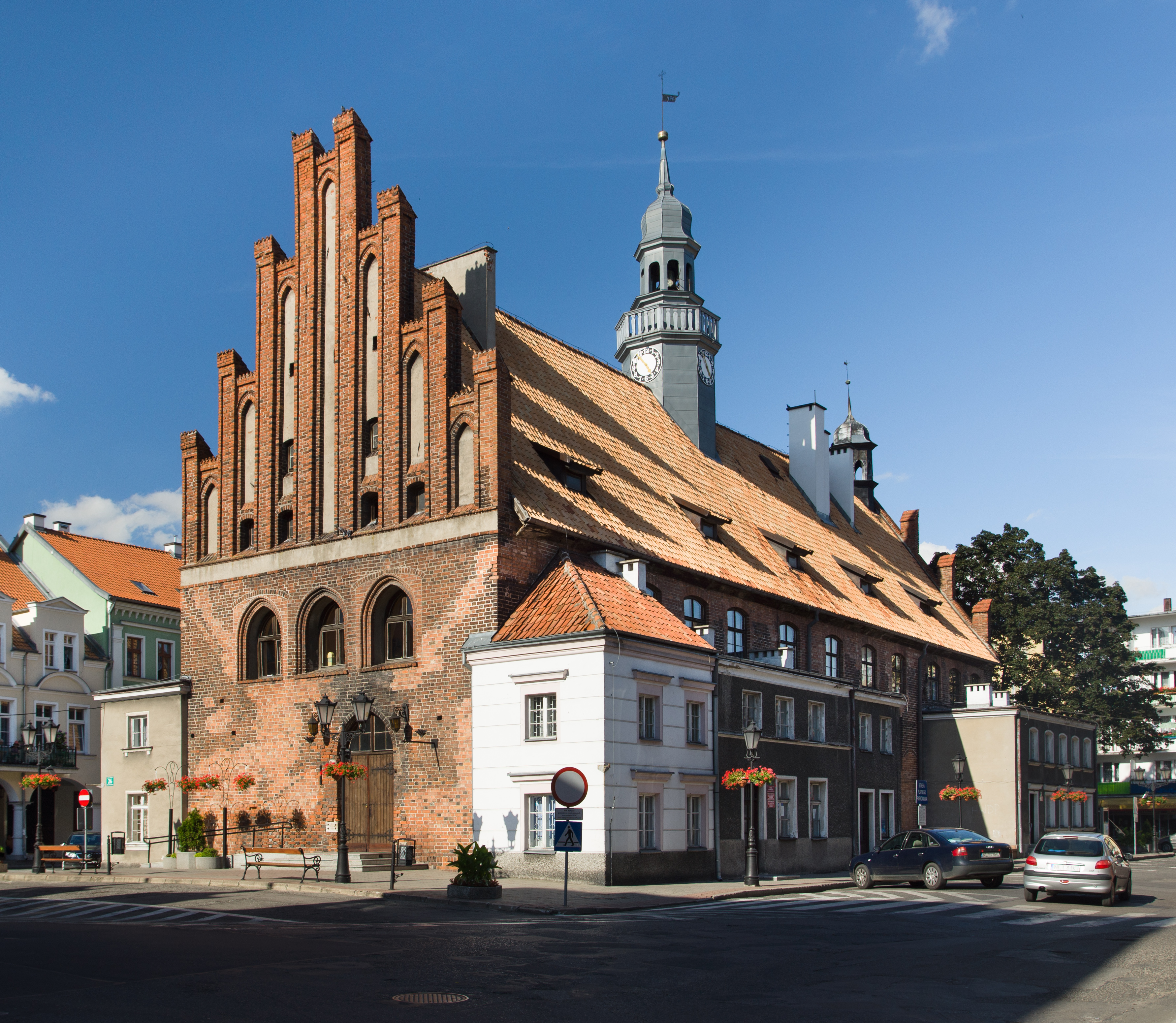
Prefeitura da cidade-sede. Fotografia de Adam Kliczek

Orneta (polaco: Gmina Orneta) é uma gminy (comuna) na Polónia, na voivodia de Vármia-Masúria e no condado de Lidzbarski. A sede do condado é a cidade de Orneta.
De acordo com os censos de 2004, a comuna tem 12 793 habitantes, com uma densidade 52,4 hab/km².

## Área
Estende-se por uma área de 244,13 km², incluindo:
- área agricola: 56%
- área florestal: 31%

## Demografia
Dados de 30 de Junho 2004:
|                      | Total   | Total | Mulheres | Mulheres | Homens  | Homens |
| -------------------- | ------- | ----- | -------- | -------- | ------- | ------ |
|                      | pessoas | %     | pessoas  | %        | pessoas | %      |
| População            | 12 793  | 100   | 6535     | 51,1     | 6258    | 48,9   |
| Densidade (pop./km²) | 52,4    | 100   | 26,8     | 26,8     | 25,6    | 25,6   |

De acordo com dados de 2002, o rendimento médio per capita ascendia a 1318,32 zł.

## Subdivisões
- Augustyny, Bażyny, Chwalęcin, Dąbrówka, Drwęczno, Henrykowo, Karbowo, Karkajmy, Krosno, Krzykały, Kumajny, Miłkowo, Mingajny, Nowy Dwór, Opin, Osetnik, Wojciechowo, Wola Lipecka.

## Comunas vizinhas
- Godkowo, Lidzbark Warmiński, Lubomino, Miłakowo, Pieniężno, Płoskinia, Wilczęta